# Interval (wiskunde)
In de wiskunde is een interval in een verzameling waarop een totale ordening is gedefinieerd, een deelverzameling waarin geen tussenliggende elementen ontbreken. Als de hele verzameling "uit één stuk" is, zou men kunnen zeggen dat een interval een deelverzameling is die ook uit één stuk is. De eigenlijke intervallen bestaan uit alle getallen die zich tussen twee gegeven getallen, de eindpunten, bevinden, waarbij elk eindpunt al dan niet meegerekend wordt. Oneigenlijke intervallen zijn deelverzamelingen die slechts aan één zijde begrensd zijn door een eindpunt. Verder is er nog de hele verzameling, die volgens de genoemde definitie ook een interval is.

## Notatie
Bij een zogenaamd gesloten interval doen de eindpunten mee,
bijvoorbeeld: 
{\displaystyle a\leq x\leq b}
Bij een open interval doen de eindpunten niet mee,
bijvoorbeeld: 
{\displaystyle a<x<b}
Verder kan een interval (links of rechts) half open zijn.

## Reële getallen
Hieronder staat een opsomming van de mogelijkheden in de reële getallen met verschillende notaties, steeds is {\displaystyle a<b}.

### Begrensde intervallen
{\displaystyle (a,b)={\mathopen {]}}a,b{\mathclose {[}}=\langle a,b\rangle =\{x\in \mathbb {R} \mid a<x<b\}} (eindpunten tellen niet mee, een open interval)
{\displaystyle [a,b]=\{x\in \mathbb {R} \mid a\leq x\leq b\}} (eindpunten tellen wel mee, een gesloten interval)
{\displaystyle [a,b)=[a,b{\mathclose {[}}=[a,b\rangle =\{x\in \mathbb {R} \mid a\leq x<b\}} (linker eindpunt telt wel mee, rechter niet, een half open interval)
{\displaystyle (a,b]={\mathopen {]}}a,b]=\langle a,b]=\{x\in \mathbb {R} \mid a<x\leq b\}} (rechter eindpunt telt wel mee, linker niet, half open interval)
De lijnstukken in de reële getallen zijn de begrensde intervallen.

### Onbegrensde intervallen
{\displaystyle (-\infty ,b)={\mathopen {]}}{-\infty },b\,{\mathclose {[}}=\langle \leftarrow ,b\,\rangle =\{x\in \mathbb {R} \mid x<b\}}
{\displaystyle (-\infty ,b\,]={\mathopen {]}}{-\infty },b\,]=\langle \leftarrow ,b\,]=\{x\in \mathbb {R} \mid x\leq b\}}
{\displaystyle (a,\infty )={\mathopen {]}}a,\infty {\mathclose {[}}=\langle a,\rightarrow \rangle =\{x\in \mathbb {R} \mid x>a\}}
{\displaystyle [a,\infty )=[a,\infty {\mathclose {[}}=[a,\rightarrow \rangle =\{x\in \mathbb {R} \mid x\geq a\}}
{\displaystyle (-\infty ,\infty )={\mathopen {]}}{-\infty },\infty {\mathclose {[}}=\langle \leftarrow ,\rightarrow \rangle =\mathbb {R} }

### Voorbeelden
- interval −1 tot 5, waarbij beide getallen meedoen: {\displaystyle [-1,5]}
- interval 67 tot 100, waarbij 100 niet meedoet, maar 67 wel: {\displaystyle [67,100\rangle } of {\displaystyle [67,100)}
- interval −35 tot oneindig, waarbij −35 meedoet: {\displaystyle [-35,\infty \rangle } of {\displaystyle [-35,\infty )}

#### Combinaties
- interval −oneindig tot 5, en 6 tot oneindig, waarbij 5 meedoet maar 6 niet: {\displaystyle \langle -\infty ,5]\cup \langle 6,\infty \rangle }
- interval −oneindig tot oneindig, waarbij 70 en 80 niet meedoen: {\displaystyle \langle -\infty ,70\rangle \cup \langle 70,80\rangle \cup \langle 80,\infty \rangle }

## Minimaal interval
{\displaystyle (a,a)={\mathopen {]}}a,a{\mathclose {[}}=\langle a,a\rangle =\varnothing }
{\displaystyle [a,a]=\{a\}}

## Opmerking
Zoals wel vaker in de wiskunde zijn er meer definities in zwang voor eenzelfde begrip. Zo staat voor vele wiskundigen 'interval' voor wat hiervoor open interval wordt genoemd, en staat een 'segment' voor wat hiervoor gesloten eindig interval wordt genoemd.

## Terminologie in toepassingen
Een tijdsinterval (interval van tijdstippen / momenten) wordt ook wel een periode, tijdvak of tijdperk genoemd. Een groep personen gedefinieerd in termen van een interval wordt wel een cohort genoemd, bijvoorbeeld een geboortecohort en een leeftijdscohort.
De punten op een lijn met de coördinaat in een interval vormen een lijnstuk; bij een spoorweg spreekt men van een baanvak (de afstanden vanaf een referentiepunt, langs de spoorweg gemeten, vormen een interval). Een belastingschijf is een inkomensinterval met een bepaald marginaal tarief.

## Meer dimensies
In de {\displaystyle n}-dimensionale ruimte {\displaystyle \mathbb {R} ^{n}} gebruikt men soms de volgende notatie voor lijnstukken met eindpunten {\displaystyle \mathbf {a} ,\mathbf {b} \in \mathbb {R} ^{n}}:
{\displaystyle [\mathbf {a} ,\mathbf {b} ]=\{\mathbf {a} +t(\mathbf {b} -\mathbf {a} ):0\leq t\leq 1\}}
Dit mogen in het algemeen geen intervallen worden genoemd, wel lijnsegmenten.